# Hamish McKenzie
Pour les articles homonymes, voir McKenzie.
Hamish McKenzie, né le 13 septembre 2004 à Launceston, est un coureur cycliste australien.

## Biographie
Hamish McKenzie est originaire de Launceston, une ville située au nord de la Tasmanie. Durant sa jeunesse, il suit d'abord les traces de son père en pratiquant le triathlon. Il se lance ensuite dans le cyclisme à l'âge de onze ans, en abandonnant la course à pied et la natation. 
En 2022, il devient double champion d'Australie juniors, dans le contre-la-montre et le critérium. Il se révèle également au niveau international en terminant deuxième du championnat du monde du contre-la-montre juniors, à moins de vingt secondes du Britannique Joshua Tarling. 
Lors de la saison 2023, il confirme ses aptitudes de rouleur en finissant troisième du championnat du monde du contre-la-montre espoirs. Il se classe par ailleurs deuxième de l'épreuve chronométrée aux championnats d'Océanie espoirs, ou encore huitième d'une étape du Tour de Bretagne. À partir du mois d'août, il effectue un stage au sein de la formation Jayco AlUla, qui évolue dans le World Tour. 
En 2024, il intègre l'équipe américaine Hagens Berman Jayco, qui forme de jeunes coureurs. Il a aussi signé un premier contrat professionnel de deux ans plus avec la structure Jayco AlUla, qu'il rejoint en 2026.

## Palmarès et résultats

### Palmarès par année
- 2022
  -  Champion d'Australie du contre-la-montre juniors
  -  Champion d'Australie du critérium juniors
  - 3e étape du Tour of Gippsland Juniors
  - 3e du Tour of Gippsland Juniors
- 2023
  -  Médaillé d'argent du championnat d'Océanie du contre-la-montre espoirs
  -  Médaillé de bronze du championnat du monde du contre-la-montre espoirs
- 2024
  - 2e du championnat d'Australie du contre-la-montre espoirs
- 2025
  - 2e étape du Tour de Tasmanie
  - 3e de la Melbourne to Warrnambool Classic

### Classements mondiaux
| Année                                 | 2023 | 2024  |
| ------------------------------------- | ---- | ----- |
| Classement mondial                    | 433e | 1922e |
| UCI Oceania Tour                      | 31e  | nc    |
|                                       |      |       |
| Légende : nc = non classéSource : UCI |      |       |